# Омельченко Валерій Павлович
Валерій Павлович Омельченко (4 жовтня 1980 р., Донецьк) — український політик і громадський діяч, Народний депутат України (VII скликання), член Партії регіонів.

## Освіта
1999 — Донецький економічний технікум, спеціальність — фінанси і кредит.
2002 — Донецький університет економіки і торгівлі імені Михайла Туган-Барановського, спеціальність — фінанси, кваліфікація — економіст.
2010 — Міжнародний науково-технічний університет імені академіка Юрія Бугая, спеціальність — видобуток нафти і газу, кваліфікація — гірничий інженер.

## Трудова діяльність
1999–2002 рр. — головний податковий ревізор-інспектор в Державній податковій інспекції м. Донецька.
2002–2003 рр. — оперуповноважений в органах податкової міліції Державної податкової адміністрації в Донецькій області.
2003–2008 рр. — директор в Колективному підприємстві «ВОІК», в ТОВ «Профі-Прес» і Тантал.
З 2010 р. — заступник директора в ТОВ «Науково-виробниче об'єднання» Енергометан ".
Став інвестором інноваційного простору HUB 4.0, яке відкрилося в Києві в грудні 2015 року.

## Політична діяльність
З 2006 по 2010 рр. — депутат Донецької обласної ради V скликання.
На парламентських виборах 2012 р. був обраний Народним депутатом України від Партії регіонів по одномандатному мажоритарному виборчому округу № 55. За результатами голосування отримав перемогу набравши 69,30 % голосів виборців.
З 2012 по 2014 голова Комітету з інформатизації та інформаційних технологій Верховної Ради України. Першого профільного комітету з інформаційних технологій в історії парламенту України.

## Громадська діяльність
У 2011 створив і очолив Макіївську міську громадську організацію «Громадянська ініціатива».
У вересні 2014 очолив ініціативну групу «Реєстр збитків інфраструктури Донбасу», яка створила електронну базу даних з картою руйнувань в зоні АТО.
21 квітня 2016 був призначений головою Комітету IT в Асоціації платників податків України.
19 червня 2017 року призначений Віце-президентом Асоціації платників податків України.
Автор соціальної ініціативи «ІТ-школяр», яка популяризує ІТ-освіту в школах. Експертна група ініціативи розпочала роботу в грудні 2016 року. Наразі «ІТ-школяр» діє в трьох пілотних навчальних закладах в містах Київ, Прилуки та селі Мала Дівиця.

## Сім'я
Дружина Вікторія Джарти — заступник Голови Господарського суду м. Києва.